# Euxoa binaloudica
Euxoa binaloudica är en fjärilsart som beskrevs av Brandt 1941. Euxoa binaloudica ingår i släktet Euxoa och familjen nattflyn. Inga underarter finns listade i Catalogue of Life.